# Alestes dentex
Alestes dentex е вид лъчеперка от семейство Alestidae. Видът е незастрашен от изчезване.

## Разпространение
Разпространен е в Буркина Фасо, Гамбия, Гана, Гвинея, Египет, Етиопия, Камерун, Кения, Мавритания, Мали, Нигер, Нигерия, Сенегал, Танзания, Централноафриканска република, Чад и Южен Судан.

## Описание
На дължина достигат до 55 cm, а теглото им е максимум 600 g.
Продължителността им на живот е около 7 години.